# Królewskie Wzgórze (Gdańsk)
Królewskie Wzgórze – wzniesienie położone w woj. pomorskim na obszarze miasta Gdańska, w obrębie dzielnicy Wrzeszcz Górny. Obecnie według danych zamieszczonych na „Geoportalu” wysokość wzniesienia wynosi 99,2 m n.p.m., zaś przedwojenne mapy podają wysokość 98,8 m n.p.m.
Niemiecka nazwa Königshöhe została nadana na cześć króla pruskiego Fryderyka Wilhelma III. Polska mapa wojskowa z okresu międzywojennego podaje polski egzonim Królewska Góra. Obecnie również w różnych publikacjach można spotkać przypisane temu wzniesieniu inne formy nazewnicze, jak „Ślimak”, „Sobótka” czy Jaśkowa Góra.
Na południowo-wschodnim stoku przez około 200 lat funkcjonował cmentarz żydowski, do którego przed 1945 r. od wschodu przylegała kawiarnia Königshöhe z tarasem widokowym (zachowały się jej ruiny). Na północny wschód od „Królewskiego Wzgórza”, w odległości ok. 400 m znajduje się skrzyżowanie ul. Traugutta i ul. Do Studzienki, zaś na południowy zachód w odległości ok. 200 m przebiega ul. Na Wzgórzu.

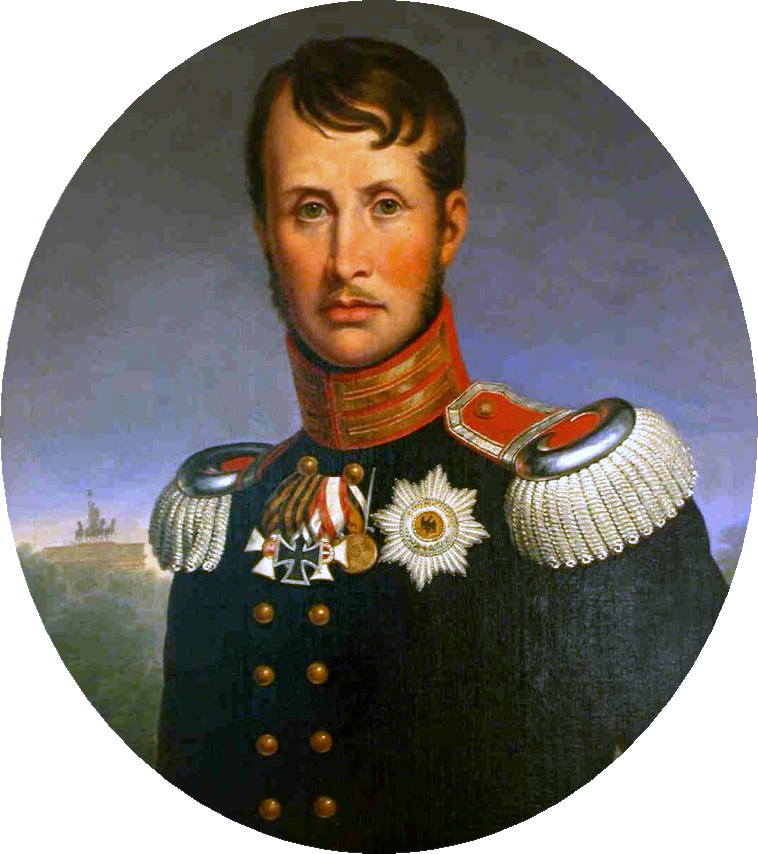
Fryderyk Wilhelm III Pruski
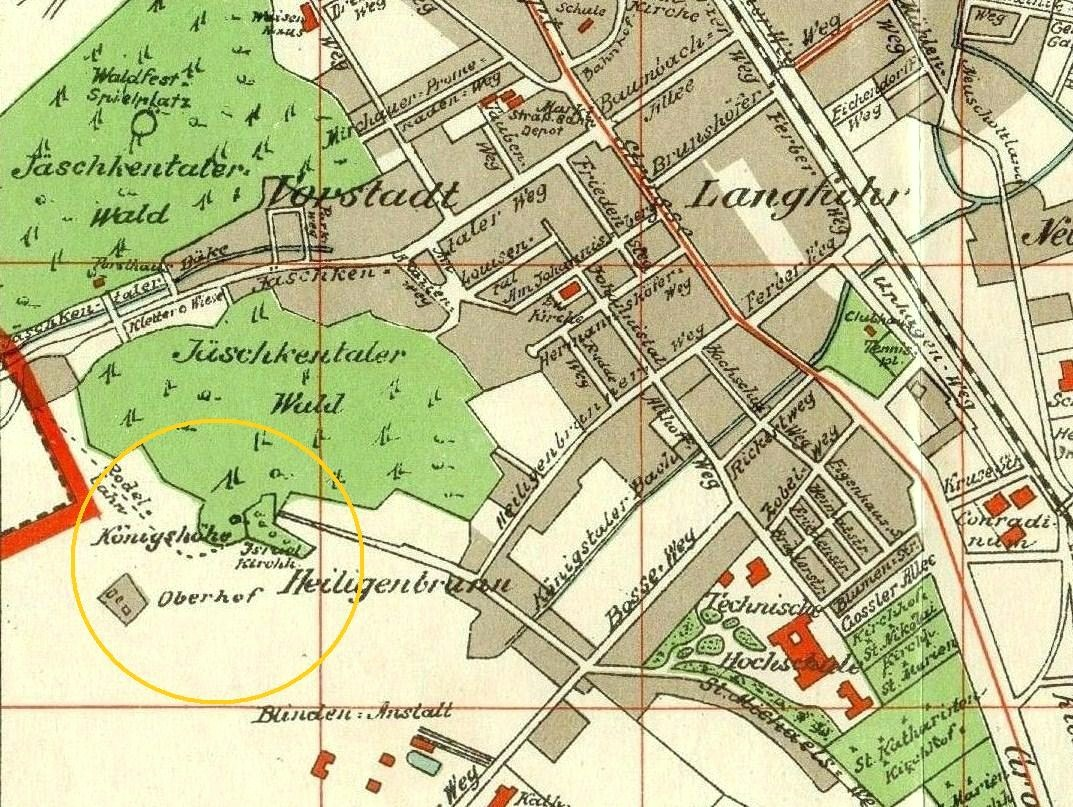
Wzniesienie na planie Wrzeszcza z 1912
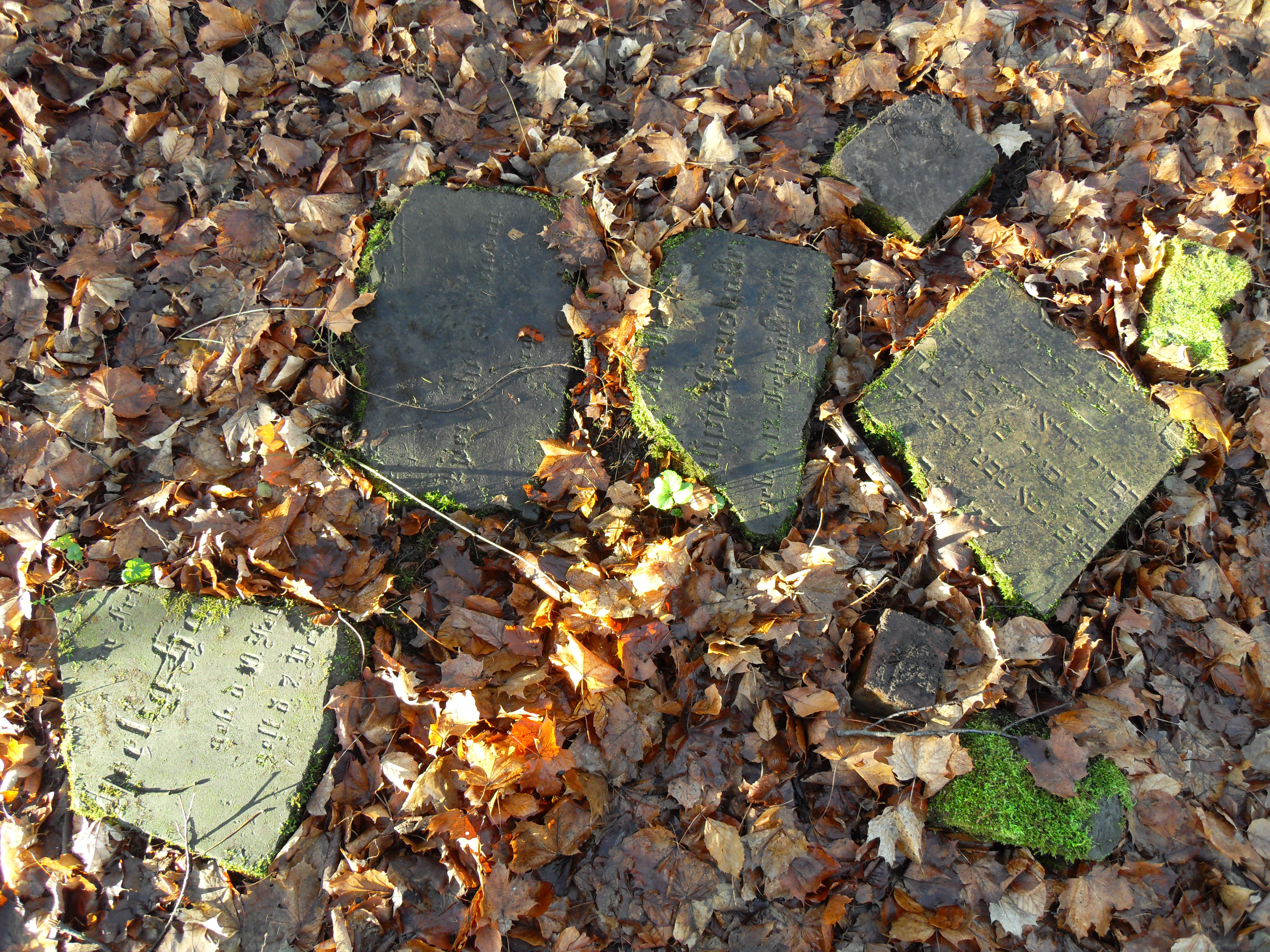
Pozostałości cmentarza żydowskiego